# سورة الانفطار
 سورة الانفطار سورة مكية، من المفصل، آياتها 19، وترتيبها في المصحف 82، وترتيبها في النزول 80 وقيل 82، في الجزء الثلاثين، ولها أربعة أسماء كلها تدور حول انفطار السماء، بدأت بأسلوب شرط ﴿إِذَا السَّمَاءُ انْفَطَرَتْ ۝١﴾ [الانفطار:1]، نزلت بعد سورة النازعات، ورد في مناسبتها لما قبلها، أنها مكملة لسورة التكوير في وصف أحداث يوم القيامة، وتتصل السورتان بشكل موضوعي وبنيوي مما يعكس انسجام الرسالة الإلاهية التي تحث على الاستعداد ليوم الحساب، ومن أبرز مقاصد السورة: إثبات البعث، والتحذير من الانهماك في الأعمال السيئة، ومن أهم ما احتوت عليه السورة الحديث عن علامات يوم الدين، واشتملت على ملامح أسلوبية بلاغية عامة، تتحدد في الشرط والجزاء، والقسم وجوابه.

## التعريف بالسورة وسبب التسمية

### التعريف بالسورة
لهذه السورة الكريمة أربعة أسماء، فتُسمى بسورة (الانفطار)، و(إذا السماء انفطرت)، و (المنفطرة)، و (انفطرت)، وكلها تدور حول انفطار السماء الذي افتتحت به، وسميت في المصاحف ومعظم التفاسير بسورة الانفطار، والصلة بين اسم السورة ومضمونها ظاهر، حيث كان الحديث في أول السورة عن الساعة وما يتقدمها من أحداث، والانفطار الحاصل للسماء هو أول تلك المقدمات.

### سببت التسمية
(الانفطار): أدل على ما فيها على ذلك، لأنه يدل على الانقلاب الكوني الذي سيحدث يوم القيامة، ومعنى الانفطار: انفراج يقع فيما يسمى بالسماء وهو ما يشبه القبة في نظر الرائي يراه تسير فيه الكواكب في أسمات مضبوطة تسمى بالأفلاك تشاهد باليل، ويعرف سمتها في النهار، ومشاهدتها في صورة متماثلة مع تعاقب القرون تدل على تجانس ما هي مصورة منه فإذا اختل ذلك وتخللته أجسام أو عناصر غريبة عن أصل نظامه تفككت تلك الطباق ولاح فيها تشقق فكان علامة على انحلال النظام المتعلق بها كله، والظاهر أن هذا الانفطار هو المعبر عنه بالانشقاق أيضا في سورة الانشقاق وهو حدث يكون قبل يوم البعث وأنه من أشراط الساعة لأنه يحصل عند إفساد النظام الذي أقام الله عليه حركات الكواكب وحركة الأرض وذلك يقتضيه قرنه بانتثار الكواكب وتفجر البحار وتبعثر القبور.

## عدد آيات السورة وكلماتها وحروفها
عدد آيات سورة  (تسع عشرة آية) في جميع العدد وليس فيها اختلاف.
كلماتها (إحدى وثمانون كلمة).
حروفها (ثلاث مئة وثلاثة وثلاثون حرفاً)، وفيها مما يشبه الفواصل موضع واحد وهو قوله تعالى:﴿فَسَوَّاكَ﴾ [الانفطار:7].

## مكان نزول سورة الانفطار وترتيبها
"نزلت سورة (الانفطار) في مكة قبل هجرته ﷺ فهي من السور المكية بالإجماع.
وأما ترتيبها: فهي السورة الاثنتان والثمانون، وهو نفس ترتيبها في المصحف، إلا أن نزولها كان بعد سورة النازعات وقبل سورة الانشقاق، وأما ترتيبها في المصحف، فهو بعد سورة التكوير وقبل سورة المطففين.

## سبب نزول سورة الانفطار
قال القرطبي: "وفي قوله تعالى: ﴿يَا أَيُّهَا الْإِنْسَانُ مَا غَرَّكَ بِرَبِّكَ الْكَرِيمِ ۝٦ الَّذِي خَلَقَكَ فَسَوَّاكَ فَعَدَلَكَ ۝٧ فِي أَيِّ صُورَةٍ مَا شَاءَ رَكَّبَكَ ۝٨ كَلَّا بَلْ تُكَذِّبُونَ بِالدِّينِ ۝٩﴾ [الانفطار:6–9]، خاطب بهذا منكري البعث، وقال ابن عباس: الإنسان هنا: الوليد بن المغيرة، وقال عكرمة: أبي بن خلف، وقيل: نزلت في أبي الأشد بن كلدة الجمحي، عن ابن عباس أيضا: (ما غرك بربك الكريم) أي ما الذي غرك حتى كفرت؟ بربك الكريم أي المتجاوز عنك.

## خصائص سورة الانفطار
1. سورة الانفطار محكمة وليس فيها ناسخ ولا منسوخ.[14]
2. لا يوجد سورة مختومة بما ختمت بها من اللفظة.[15]
3. ترتيبها في النزول (82)، وهو نفس ترتيبها في المصحف الشريف.[7]

## فضائل سورة الانفطار
1. أنها إحدى سور المفصّل، الذي فُضِّل به رسول الله ﷺ على غيره من المرسلين.[3]
2. ومن فضائلها ما جاء في الحث على التمعن فيما دلت عليه آياتها، والتفكر في معانيها،[16] فقد قال الرسول ﷺ: «مَنْ سَرَّهُ أَنْ يَنْظُرَ إِلَى يَوْمِ الْقِيَامَةِ كَأَنَّهُ رَأْىُ عَيْنٍ؛ فَلْيَقْرَأْ: ﴿إِذَا الشَّمْسُ كُوِّرَتْ ۝١﴾ [التكوير:1]، و ﴿إِذَا السَّمَاءُ انْفَطَرَتْ ۝١﴾ [الانفطار:1]، و ﴿إِذَا السَّمَاءُ انْشَقَّتْ ۝١﴾ [الانشقاق:1]».[17]

## مناسبة سورة الانفطار لما قبلها وما بعدها

### مناسبتها السورة لما قبلها
1. سُبقت سورة الانفطار بسورة التكوير، وظهر التناسب بين السورتين في فاتحة كُل منهما؛ حيث افتتحت كلا السورتين بذكر أهوال يوم القيامة وذلك ليتصل الكلام فيهما اتصال النظير بالنظير والشبيه بالشبيه يقول المراغي: وهي كسابقتها مبدوءة بوصف أهوال يوم القيامة.[18]
2. وفي إظهار مابين السورتين من تناسب يقول الإمام البقاعي: "لما ختمت التكوير بأنه سبحانه لا يُخْرَج عن مشيئته، وأنه موجد الخلق ومدبرهم، وكان من الناس مَنْ يعتقد أن هذا العالم هكذا بهذا الوصف لا آخر له (أرحام تدفع وأرض تبلع ومن مات فات وصار إلى الرفات ولا عود بعد الفوات)، افتتح الله سبحانه هذه بما يكون مقدمة لمقصود التي قبلها من أنه لا بد من نقضه لهذا العالم وإخرابه ليحاسب الناس فيجزي كلاًّ منهم من المحسن والمسيء بما عمل.[19]
3. كذلك من أوجه التناسب بين السورتين أن سورة التكوير انتهت بقوله تعالى:﴿لِمَنْ شَاءَ مِنْكُمْ أَنْ يَسْتَقِيمَ ۝٢٨﴾ [التكوير:28]، وأن في بداية سورة الانفطار: ﴿يَا أَيُّهَا الْإِنْسَانُ مَا غَرَّكَ بِرَبِّكَ الْكَرِيمِ ۝٦﴾ [الانفطار:6]، "والصلة بين التهييج على الاستقامة والمعاتبة على ترك الاستقامة واضحة.[3]

### مناسبتها السورة لما بعدها
1. لما ختم الانفطار بانقطاع الأسباب وانحسام الأنساب يوم الحساب، وأبلغ في التهديد بيوم الدين وأنه لا أمر لأحد معه، وذكر الأشقياء والسعداء، وكان أعظم ما يدور بين العباد المقادير، وكانت المعصية بالبخس فيها من أخس المعاصي وأدناها، حذر من الخيانة فيها وذكر ما أعد لأهلها وجمع إليهم كل من اتصف بوصفهم فحلمه وصفه على نوع من المعاصي، كل ذلك تنبيهاً للأشقياء الغافلين على ما هم فيه من السموم الممرضة المهلكة.[19]
2. ومن حيث أنه سبحانه قد ذكر في سورة الانفطار الحَفَظَة، وإحصائهم على العباد أعمالهم وكتابتها عليهم، وفي سورة المطففين بيّن حال ذلك الكتاب المرقوم، وأنه إمّا أن يكون في عليين أو في سجين.[3]
3. وكذلك فقد ورد في سورة الانفطار حال الأبرار والفجار، وتناولت المطففين الحديث عن الفريقين بتفصيل أكبر، وقد أشار الفخر الرازي إلى وجه المناسبة بين خاتمة الانفطار وخاتمة المطففين، وذلك عند تفسيره لسورة المطففين فقال: "إعلم أن اتصال أول هذه السورة بآخر السورة المتقدمة ظاهر، لأنه تعالى بيّن في آخر تلك السورة أن يوم القيامة من صفته أنه:﴿يَوْمَ لَا تَمْلِكُ نَفْسٌ لِنَفْسٍ شَيْئًا وَالْأَمْرُ يَوْمَئِذٍ لِلَّهِ ۝١٩﴾ [الانفطار:19]، وذلك يقتضي تهديداً عظيماً للعُصاة فلهذا أتبعه بقوله:﴿وَيْلٌ لِلْمُطَفِّفِينَ ۝١﴾ [المطففين:1].[20]

## مقاصد سورة الانفطار
1. إثبات البعث ووصف أهوال يوم القيامة وما يتقدمه من الأحداث العظام.[3]
2. بيان أن أعمال الإنسان موكل بها كرام كاتبون، وأن الناس في هذا اليوم: إما بررة منعمون، وإما فجرة معذبون.[18]
3. عتاب الله للكافرين بالنعم، والمكذبين بالجزاء الأخروي، بعد أن بين الله في صدر هذه السورة سؤاله الخلائق عما قدمت أيديهم وأنهم محاسبون على ما اقترفوه.[3]
4. إيقاظ المشركين للنظر في الأمور التي صرفتهم عن الاعتراف بتوحيد الله وعن النظر في دلائل وقوع البعث والجزاء.[10]

## المحتوى العام للسورة
إن المحور العام الذي تدور حوله آيات سورة الانفطار، هو الحديث عن أمارات القيامة وما يصحبها من تبدل في الكون ووقوع أحداث جسام، ووصف أحوال الأبرار والفجار يوم البعث.
وأما المحاور الفرعية فهي كما يلي:
1. هذه السورة المكية كغيرها من السور المكية تتحدث عن أمور في العقيدة، وهي هنا بعض أمارات القيامة وما يصحبها من تبدل في الكون، ووقوع أحداث جسام، ووصف أحوال الأبرار والفجار يوم البعث، كالسورة المتقدمة.[22]
2. افتتح سبحانه هذه السورة بمثل ما افتتح به سابقتها من ذكر أمور تحدث حين خراب هذا العالم، وتكون مقدمة ليوم العرض والحساب والجزاء، وهو يوم القيامة، منها أمران علويان هما: انفطار السماء وانتثار الكواكب، وأمران سفليان هما تفجير البحار وبعثرة القبور، ثم أبان أنه في ذلك اليوم تتجلى للنفوس أعمالها على حقيقتها، فلا ترى خيراً في صورة شر، ولا تتخيل شراً في مثال خير، كما يقع في الدنيا لأغلب النفوس.[18]
3. علة هذا الجحود والنكران، فهي التكذيب بالدين، أي بالحساب، وعن هذا التكذيب ينشأ كل سوء وكل جحود ومن ثمّ تؤكد هذا الحساب توكيدا، وتؤكّد عاقبته وجزاءه المحتوم، وتصوّر ضخامة يوم الحساب وهوله، وتجرّد النفوس من كل حول فيه، وتفرّد الله سبحانه بأمره الجليل.[23]
4. ثم أردفت ذلك ببيان مصير الناس وانقسامهم إلى فريقين: أبرار وفجّار، وأيلولتهم إلى نعيم أو جحيم، وختمت السورة بالتحذير من يوم الدّين، أي الجزاء والقيامة، واستقلال كل إنسان بالمسؤولية عن نفسه، وتفرد الله بالحكم والأمر.[22]

## الناسخ والمنسوخ في سورة الانفطار
لا ناسخ ولا منسوخ في سورة الانفطار، وجميعها محكمة.

## اللغة في سورة الانفطار
﴿إِذَا السَّمَاءُ انْفَطَرَتْ ۝١﴾ [الانفطار:1]: "قال المفسرون (انفطارها): انشقاقها كقوله:﴿وَيَوْمَ تَشَقَّقُ السَّمَاءُ بِالْغَمَامِ وَنُزِّلَ الْمَلَائِكَةُ تَنْزِيلًا ۝٢٥﴾ [الفرقان:25] والفطر الشق يقال فطرته فانفطر، ومنه فطر ناب البعير إذا طلع، قيل والمراد أنها انفطرت هنا لنزول الملائكة منها وقيل انفطرت لهيبة الله .
﴿وَإِذَا الْكَوَاكِبُ انْتَثَرَتْ ۝٢﴾ [الانفطار:2]: (الانتثار): مطاوع النثر ضد الجمع وضد الضم، فالنثر هو رمي أشياء على الأرض بتفرق، وأما التفرق في الهواء فإطلاق النثر عليه مجاز كما في قوله تعالى:﴿فَجَعَلْنَاهُ هَبَاءً مَنْثُورًا﴾ [الفرقان:23]، فانتثار الكواكب مستعار لتفرق هيئات اجتماعها المعروفة في مواقعها، أو مستعار لخروجها من دوائر أفلاكها وسموتها فتبدو مضطربة في الفضاء بعد أن كانت تلوح كأنها قارة، فانتثارها تبددها وتفرق مجتمعها، وذلك من آثار اختلال قوة الجاذبية التي أقيم عليها نظام العالم الشمسي.
﴿وَإِذَا الْقُبُورُ بُعْثِرَتْ ۝٤﴾ [الانفطار:4]: (بُعْثِرَتْ) أي بحثت وأخرج موتاها، وقال الشهابي: يعني أزيل التراب التي ملئت به، وكان حتى على موتاها فانفتحت وخرج من دفن فيها، وهذا معنى البعثرة. وحقيقتها تبديد التراب أو نحوه، وهو إنما يكون لإخراج شيء تحته فقد يذكر ويراد معناه ولازمه معا، كما هنا، وقد يتجوز به عن البعث والإخراج كما في سورة العاديات. والفارق بينهما أنه أسند هنا للقبور فكان على حقيقته، وثم، لما فيها، فكانت مجازا عما ذكر، ثم قال: وذهب بعض الأئمة كالزمخشري والسهيلي إلى أنه مركب من كلمتين اختصارا، ومثله كثير في لغة العرب ويسمى نحتا، وأصله (بعث) و (أثير) أي حرك وأخرج، وله نظائر كبسمل، وحوقل، ودمعز، أي قال بسم الله ولا حول ولا قوة إلا بالله وأدام الله عزه، فعلى هذا يكون معناه النبش والإخراج معا.
وقال الزمخشري:«بعثر وبحثر بمعنى وهما مركبان من البعث والبحث مع راء مضمومة إليهما والمعنى بحثت وأخرج موتاها وقيل لبراءة المبعثرة لأنها بعثرت أسرار المنافقين» ، وفي المختار: «بحثره فتبحثر أي بدده فتبدد وقال الفراء: بحثر متاعه وبعثره أي فرّقه وقلب بعضه على بعض وقال أبو الجراح: بحثر الشيء وبعثره أي استخرجه وكشفه».
﴿عَلِمَتْ نَفْسٌ مَا قَدَّمَتْ وَأَخَّرَتْ ۝٥﴾ [الانفطار:5]: جواب لما في إذا من معنى الشرط، ويتنازع التعلق به جميع ما ذكر من كلمات إذا الأربع، وهذا العلم كناية عن الحساب على ما قدمت النفوس وأخرت، وعلم النفوس بما قدمت وأخرت يحصل بعد حصول ما تضمنته جمل الشرط ب إذا إذ لا يلزم في ربط المشروط بشرطه أن يكون حصوله مقارنا لحصول شرطه لأن الشروط اللغوية أسباب وأمارات وليست عللا، وقد تقدم بيان ذلك في سورة التكوير، صيغة الماضي في قوله: انفطرت وما عطف عليه مستعملة في المستقبل تشبيها لتحقيق وقوع المستقبل بحصول الشيء في الماضي، وإثبات العلم للناس بما قدموا وأخروا عند حصول تلك الشروط لعدم الاعتداد بعلمهم بذلك الذي كان في الحياة الدنيا، فنزل منزلة عدم العلم، ونفس مراد به العموم.
وما قدمت وأخرت: هو العمل الذي قدمته النفس، أي عملته مقدما وهو ما عملته في أول العمر، والعمل الذي أخرته، أي عملته مؤخرا أي في آخر مدة الحياة، أو المراد بالتقديم المبادرة بالعمل، والمراد بالتأخير مقابله وهو ترك العمل.
﴿يَا أَيُّهَا الْإِنْسَانُ مَا غَرَّكَ بِرَبِّكَ الْكَرِيمِ ۝٦﴾ [الانفطار:6] {يا أَيُّهَا الْإِنْسانُ}: جنس الإنسان، {ما غَرَّكَ بِرَبِّكَ الْكَرِيمِ}: ما خدعك وأي شيء جرّأك على عصيانه، والْكَرِيمِ العلي العظيم، وذكر للمبالغة في المنع عن الاغترار.
﴿الَّذِي خَلَقَكَ فَسَوَّاكَ فَعَدَلَكَ ۝٧﴾ [الانفطار:7]: (التسوية) هنا: جعل الشيء سويا، أي قويما سليما، فَسَوَّاكَ جعل أعضاءك سوية سليمة معدّة لمنافعها، فَعَدَلَكَ جعلك معتدلا متناسب الخلق والأعضاء، فلا تجد تنافرا بينها ولا عيبا فيها، فليست يد أو رجل أطول من الأخرى، فِي أَيِّ صُورَةٍ ما شاءَ رَكَّبَكَ أي ركّبك وكوّنك في أي صورة هي من أعجب الصور وأحكمها.

## البلاغة في سورة الانفطار
1. الافتتاح ب (إذا) افتتاح مشوق لما يرد بعدها من متعلقها الذي هو جواب ما في (إذا) من معنى الشرط كما تقدم في أول سورة إذا الشمس كورت، سوى أن الجمل المتعاطفة المضاف إليها هي هنا أقل من اللاتي في سورة التكوير لأن المقام لم يقتض تطويل الإطناب كما اقتضاه المقام في سورة التكوير وإن كان في كلتيهما مقتض للإطناب لكنه متفاوت لأن سورة التكوير من أول السور نزولا كما علمت آنفا.[10]
2. ﴿وَإِذَا الْكَوَاكِبُ انْتَثَرَتْ ۝٢﴾ [الانفطار:2]: والانتثار استعارة لإزالة الكواكب، حيث شبهت بجواهر قطع سلكها، وهي مصرحة أو مكنية.[25]
3. ﴿مَا غَرَّكَ بِرَبِّكَ الْكَرِيمِ﴾ [الانفطار:6]: ما استفهامية في موضع الابتداء وغرك خبره والاستفهام بمعنى الاستهجان والتوبيخ والمعنى: أي شىء خدعك وجرأك على عصيانه وأمنك من عقابه وقد علمت ما بين يديك من الدواهي وما سيكون حينئذ من مشاهدة أعمالك كلها يقال غره بفلان إذا جرأه عليه وأمنه المحذور من جهته مع انه غير مأمون.[27]
4. ﴿إِنَّ الْأَبْرَارَ لَفِي نَعِيمٍ ۝١٣ وَإِنَّ الْفُجَّارَ لَفِي جَحِيمٍ ۝١٤﴾ [الانفطار:13–14]: الوصل، وفي من مقتضيات الوصل اتفاق الجملتين في الخبرية والإنشائية مع الاتصال، أي الجامع بينهما وهو هنا التضاد، وفي هاتين الآيتين أيضا فن الترجيع وهو ضرب من السجع وذلك أن تكون كل لفظة في صدر البيت أو فقرة النثر موافقة لنظيرتها في الوزن والروي والإعراب.[26]
5. ﴿وَمَا أَدْرَاكَ مَا يَوْمُ الدِّينِ ۝١٧ ثُمَّ مَا أَدْرَاكَ مَا يَوْمُ الدِّينِ ۝١٨﴾ [الانفطار:17–18]: إطناب بإعادة الجملة، لتعظيم هول ذلك اليوم وبيان شدته.[22]

## القراءات في سورة الانفطار
(فَعَدَلَكَ): وهذه قراءة العامة وهي اختيار أبي عبيد وأبي حاتم، قال الفراء: وأبو عبيد: يدل عليه قوله تعالى:﴿لَقَدْ خَلَقْنَا الْإِنْسَانَ فِي أَحْسَنِ تَقْوِيمٍ ۝٤﴾ [التين:4]، وقرأ الكوفيون: عاصم وحمزة والكسائي: فعدلك مخففا أي: أمالك وصرفك إلى أي صورة شاء، إما حسنا وإما قبيحا، وإما طويلا وإما قصيراً.
واختلف في ﴿بَلْ تُكَذِّبُونَ﴾ [الانفطار:9]، فأبو جعفر بالياء من تحت، وافقهم الحسن، والباقون بالتاء من فوق خطابا للكفار، وأدغم لام بل تكذبون حمزة والكسائي وهشام عند الجمهور وصوبه عنه في النشر، وأمال "أدراك" أبو عمرو وابن ذكوان وأبو بكر بخلفهما وحمزة والكسائي وخلف، وقلله الأزرق بخلفه.
واختلف في قوله تعالى:﴿يَوْمَ لَا تَمْلِكُ﴾ [الانفطار:19]، فابن كثير وأبو عمرو ويعقوب برفع الميم خبر مبتدأ مضمر أي: هو يوم، وافقهم ابن محيصن واليزيدي، والباقون بالنصب على الظرف حركة إعراب عند البصريين، ويجوز عند الكوفيين أن تكون حركة بناء وعلى التقدير في موضع رفع خبرا لمحذوف أي: الجزاء يوم لا تملك أو في موضع نصب على الظرف أي: يدانون يوم لا تملك أو مفعول به أي: أذكر، ويجوز على رأي من بنى أن يكون في موضع رفع خبرا لمحذوف أي: هو يوم.

## المؤلفات في سورة الانفطار
1. سورة الانفطار، المعاني والدلالات، سامية بنت عطية الله المعبدي، مجلة العلوم الشرعية والدراسات الإسلامية جامعة الملك خالد، المجلد السابع عشر، العدد الأول، 2020م.
2. من أسرار النظم القرآني في سورة الانفطار –دراسة بلاغية، عيسى بن صلاح الرجبي، مجلة جذور، رقم العدد: 48،  ديسمبر 2017م.
3. الأساليب النحوية والبلاغية في سورة الانفطار، براءة هاشم علوان، مجلة كلية العلوم الإسلامية، العدد (التاسع والخمسون) أيلول 2019م.
4. وجوه المناسبة بين سورتي التكوير والانفطار عند ابن عاشور في كتاب التحرير والتنوير –دراسة تحليلية عن موضوع يوم القيامة-، شفاء صفيرة لطيفة، بحث مقدم للحصول على الليسانس من جامعة دار السلام كونتور 2025م.
5. تفسير سورة الانفطار –دراسة موضوعية، عبد الخالق عباد المسوري، زاد المفسرين، العدد (1)، 2020م.
6. حركة المعنى في سورة الانفطار –دراسة بلاغية-، مجلة كلية الدراسات الإسلامية والعربية للبنات بالاسسكندرية، المجلد الخامس، العدد (36).
7. الأسلوبية الصوتية في سورتي التكوير والانفطار، د. أحمد مصباح سالم اسحيم، مجلة كلية التربية العلمية، جامعة بنغازي، العدد الخامس عشر، يونيو 2024م.
8. دلالة سورة التكوير والانفطار والانشقاق على أحداث يوم القيامة –دراسة أسلوبية مقارنة-، عمر علي عرفات، مجلة دراسات علوم الشريعة والقانون، 2019 المجلد 46، العدد: (1)، الملحق (1).

## وصلات خارجية
- سورة الانفطار بقراءة مشاري بن راشد العفاسي
- سورة الانفطار: تجويد-تفسير - موقع Altafsir.com